# Antonio Fissiraga
Antonio Fissiraga (Lodi, ... – ...; fl. XIII secolo) è stato membro della famiglia dei Fissiraga, signore di Lodi durante il Medioevo.

## Biografia
Nel 1292, a capo della fazione guelfa pose termine alle lotte fra gli Overgnaghi e i Vistarini da un lato e i Sommariva e nel 1302 divenne podestà di Lodi, carica concessagli dai Torriani. Durante il suo mandato, promosse la costruzione della Chiesa di San Francesco e la fondazione del Monastero di Santa Chiara, monastero di Francescane.
A partire dal 1301, anno in cui si riaprirono le ostilità contro i Visconti, signori di Milano, si alleò con le signorie di Pavia e di Piacenza con le quali nella primavera del 1302 lanciò un'offensiva contro Matteo Visconti che, a causa di lotte intestine non può affrontare la coalizione, tant'è che il 14 giugno 1302 la coalizione antiviscontea guidata Alberto Scotti, lo sconfigge costringendolo all'esilio a Nogarola presso gli Scaligeri.

## Discendenza
Antonio sposò Flora Tresseni, discendente di famiglia guelfa di Lodi. Senza discendenza.

### Testi di approfondimento
- Maria Grossi, Antonio Fissiraga signore di Lodi, collana Quaderni di studi lodigiani, vol. 3, Lodi, 1985, ISBN non esistente, SBN LO10323895.